# Carburador SU

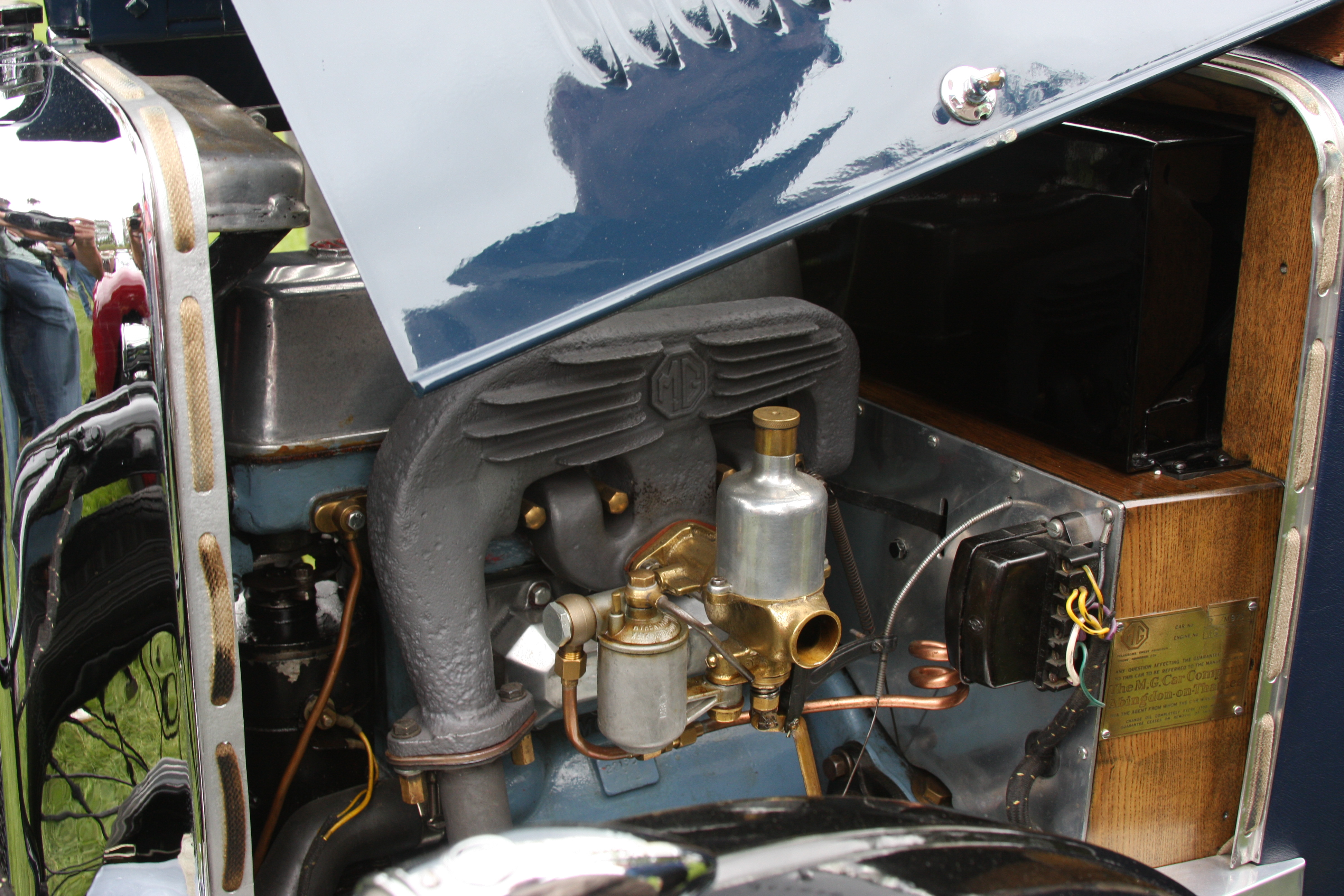
Un carburador SU tipo HV instalado en un MG M-type de 1930

Carburador SU (nombre original en inglés: S.U. Carburetter Company Limited) era un fabricante británico de carburadores de depresión constante. Sus diseños se produjeron en masa durante la mayor parte del siglo XX.
La empresa también fabricó carburadores de corriente ascendente de doble estrangulador para motores aeronáuticos, como el Rolls-Royce Merlin y el Rolls-Royce Griffon.

## Invención y desarrollo

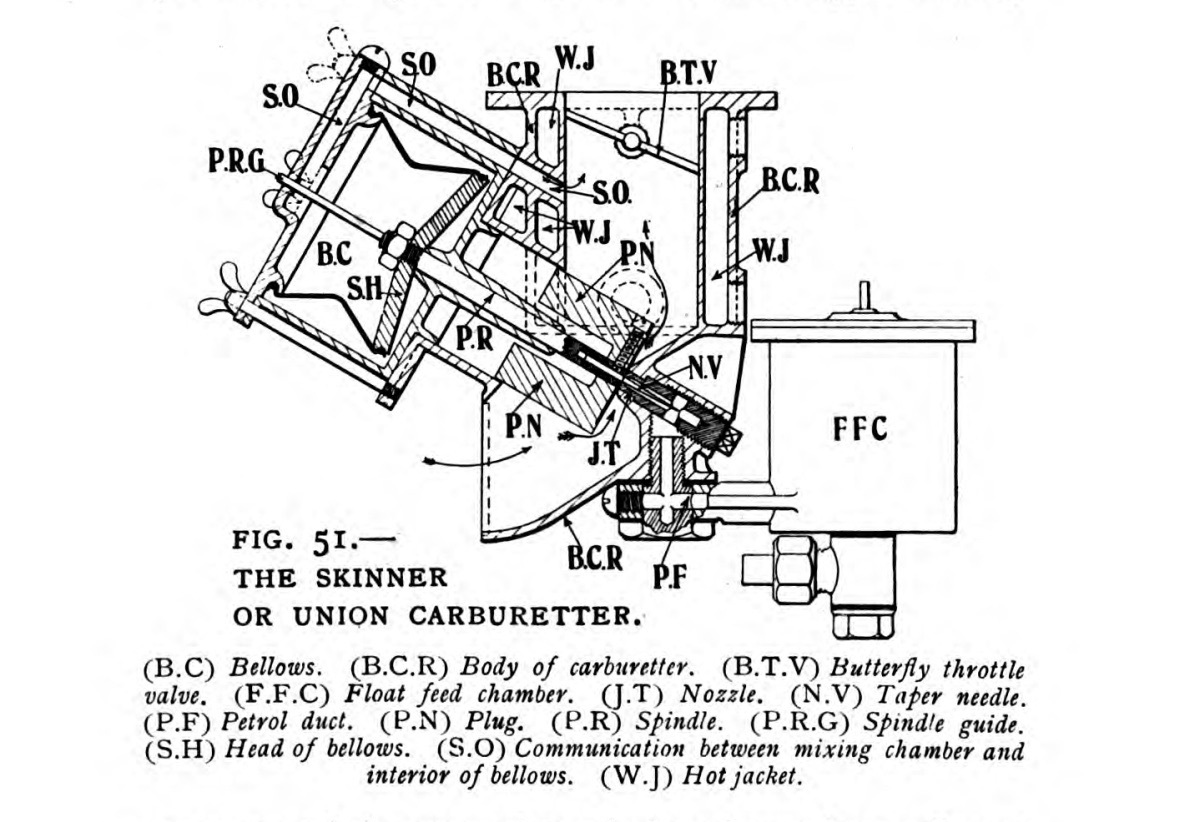
Diseño original que incorpora un fuelle de cuero, posteriormente reemplazado por un pistón. Imagen publicada en 1908 y 1909

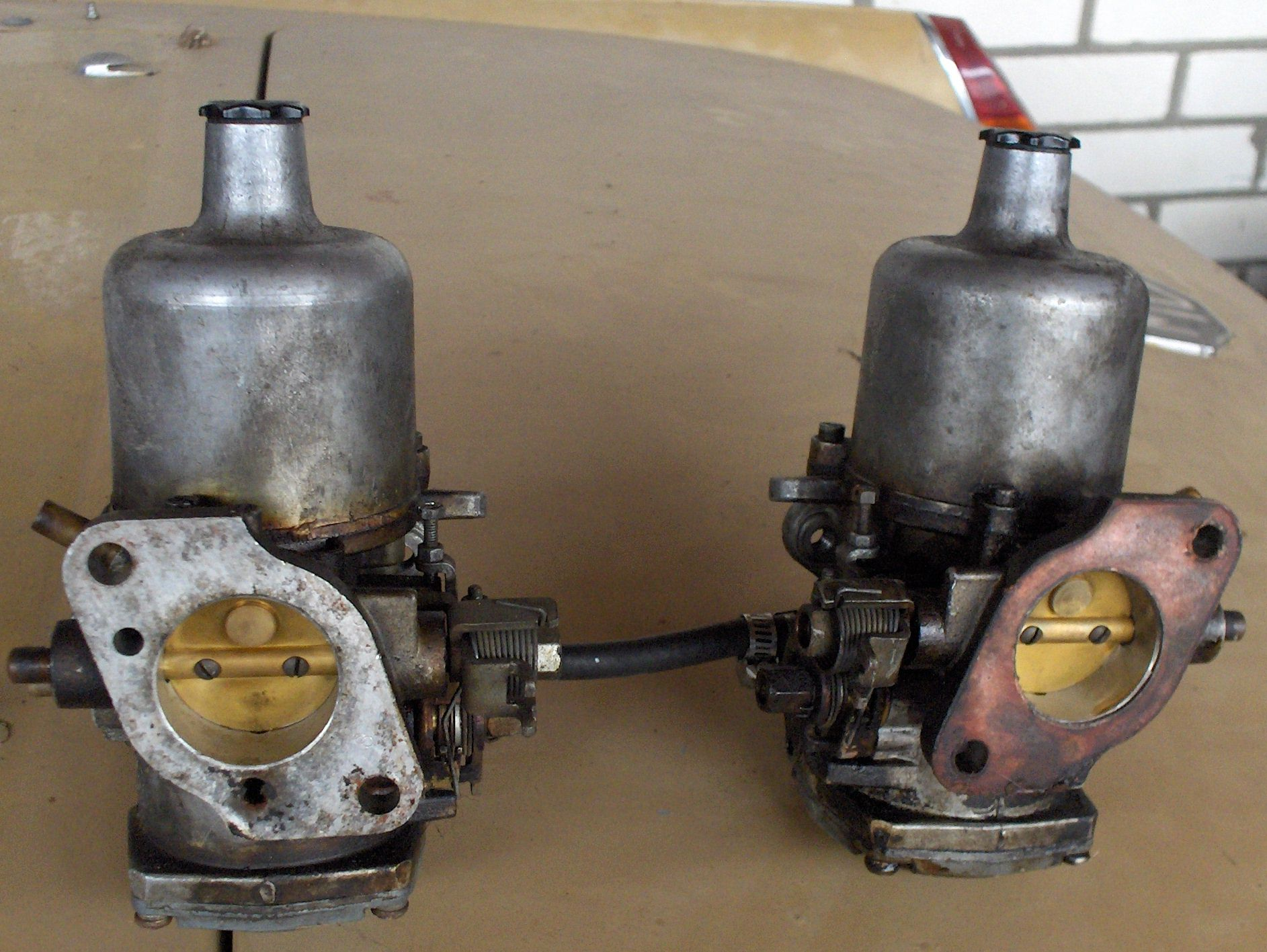
Un par de carburadores SU de un MGB

Herbert Skinner (1872-1931), motorista pionero y participante activo en el desarrollo del motor de gasolina, inventó su carburador Union en 1904. Su hermano mucho menor, Carl (Thomas Carlisle) Skinner (1882-1958), también automovilista entusiasta, que se había unido a la Farman Automobile Co en Londres en 1899, ayudó a Herbert a desarrollar el carburador. El hijo de Herbert podía recordar a su madre cosiendo los primeros fuelles de cuero. El modelo original sería cedido en préstamo al Museo de Ciencias de Londres (South Kensington) en 1934. En 1905, Herbert solicitó una patente, que le fue concedida a principios de 1906. Más adelante, Carl vendió su participación en el negocio de calzado Lilley & Skinner y se convirtió en socio de G Wailes & Co de Euston Road, Londres, fabricantes de su carburador. Herbert continuó desarrollando y patentando mejoras hasta la década de 1920, incluido el reemplazo del fuelle de cuero por un pistón de latón, a pesar de que era director a tiempo completo y gerente de división de Lilley & Skinner.

## S.U. Company Limited
La S.U. Company Limited - Skinner-Union se constituyó en agosto de 1910 para adquirir el carburador de Herbert y las invenciones relacionadas con el mismo, y comenzó a producir  los carburadores en una fábrica situada en Prince of Wales Road, Kentish Town, en el norte de Londres. Las ventas fueron lentas.
Tras el estallido de la Primera Guerra Mundial en 1914, la producción de carburadores casi se detuvo, y la factoría se dedicó a fabricar piezas de ametralladoras y algunos carburadores para motores de aviación. Con la paz en 1918, la producción se reanudó, pero las ventas se mantuvieron bajas. La empresa no era rentable, por lo que Carl Skinner llegó a un acuerdo con su cliente, William Morris, y logró venderle el negocio. Carl Skinner (T C Skinner) se convirtió en director del imperio privado de Morris y siguió siendo director gerente de S.U. hasta que se jubiló en 1948 a los 65 años de edad. La producción se trasladó a la fábrica de Wolseley, propiedad de Morris, en Adderley Park, Birmingham. En 1936, William Morris vendió muchos de sus negocios privados, incluido S.U., a su empresa cotizada, Morris Motors.

## S.U. Carburetter Company Limited
La fabricación continuó, ahora en manos de la S.U. Carburetter Company Limited, que se fundó el 15 de septiembre de 1936, como parte de la Organización Morris, más tarde conocida como Organización Nuffield. Más adelante, tras la absorción de Morris Motors, la compañía se convirtió en subsidiaria de British Leyland, y sus productos se comercializaron bajo el nombre SU Carburetters.
La S.U. Carburetter Company Limited de 1936 fue liquidada voluntariamente en diciembre de 1994.
En 1996, el nombre y los derechos fueron adquiridos por la compañía Burlen Fuel Systems Limited de Salisbury, que creó una empresa completamente nueva con el nombre S.U. Carburetter Company Limited, que continúa fabricando carburadores, bombas y componentes, principalmente para el mercado de automóviles clásicos.

## Aplicaciones
Los carburadores S.U. se usaron ampliamente no solo en los productos Morris y MG de Morris, sino también en numerosos vehículos de Rolls-Royce, Bentley Motors Limited, Rover, Riley, Turner, Austin, Jaguar, Triumph y Volvo, durante gran parte del siglo XX. También produjo carburadores para motores aeronáuticos, incluidas las primeras versiones del Rolls-Royce Merlin, pero estos eran del tipo ascendente de chorro fijo convencional, en lugar del diseño patentado de depresión constante de la empresa.
Permanecieron en los coches de producción en serie hasta 1994, especialmente en los modelos del Mini y del Austin Maestro, momento en el que la empresa se había convertido en parte del Grupo Rover.
Hitachi también construyó carburadores basados en el diseño de SU que se utilizaron en los modelos Datsun 240Z, Datsun 260Z y en otros coches de la marca Datsun. Si bien estos parecen iguales, solo sus agujas son intercambiables.

## Principio de funcionamiento
NOTA: Puede encontrar una descripción similar del contenido que figura a continuación, véase aquí:

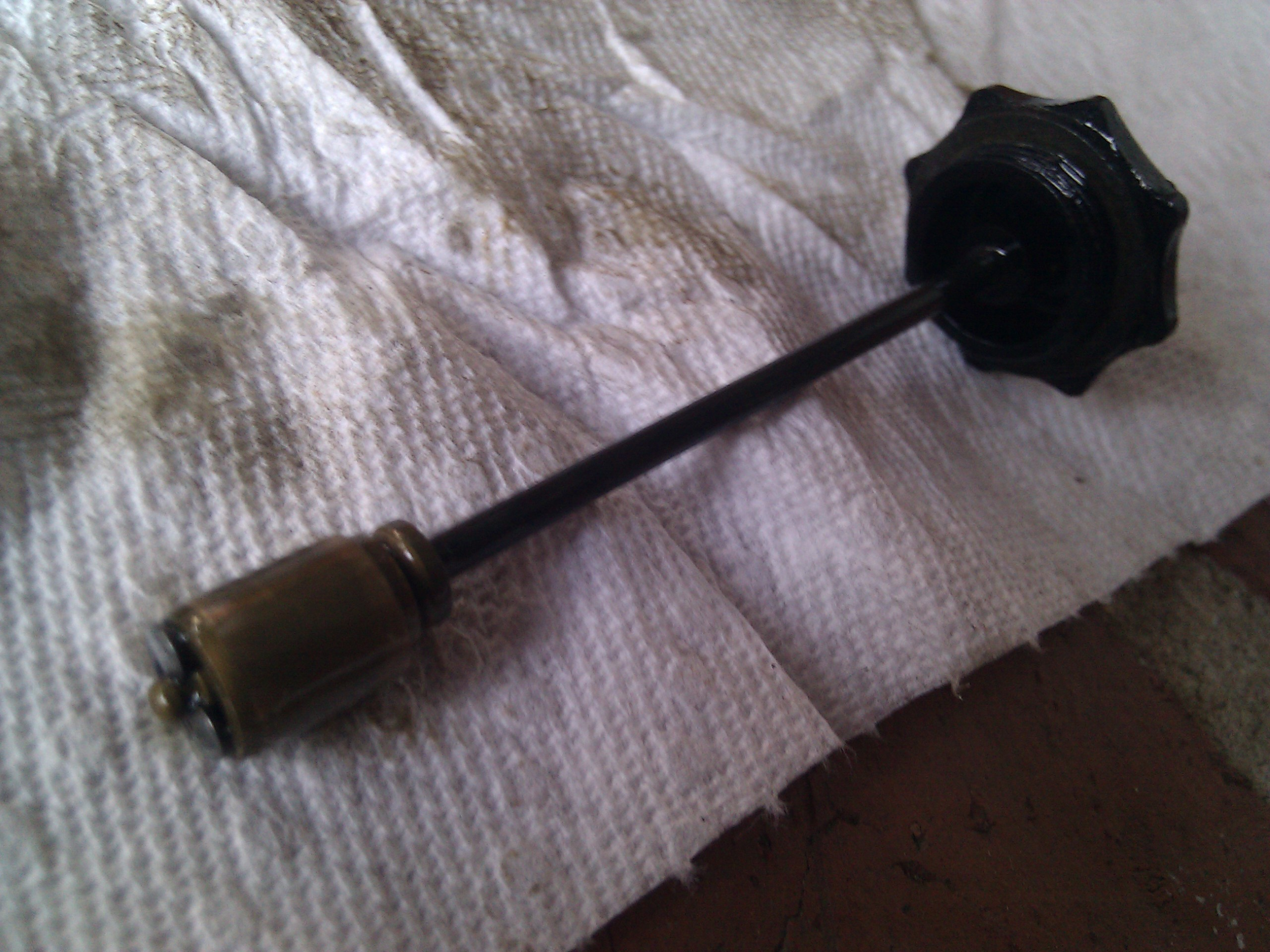
Varilla dosificadora de un HS6

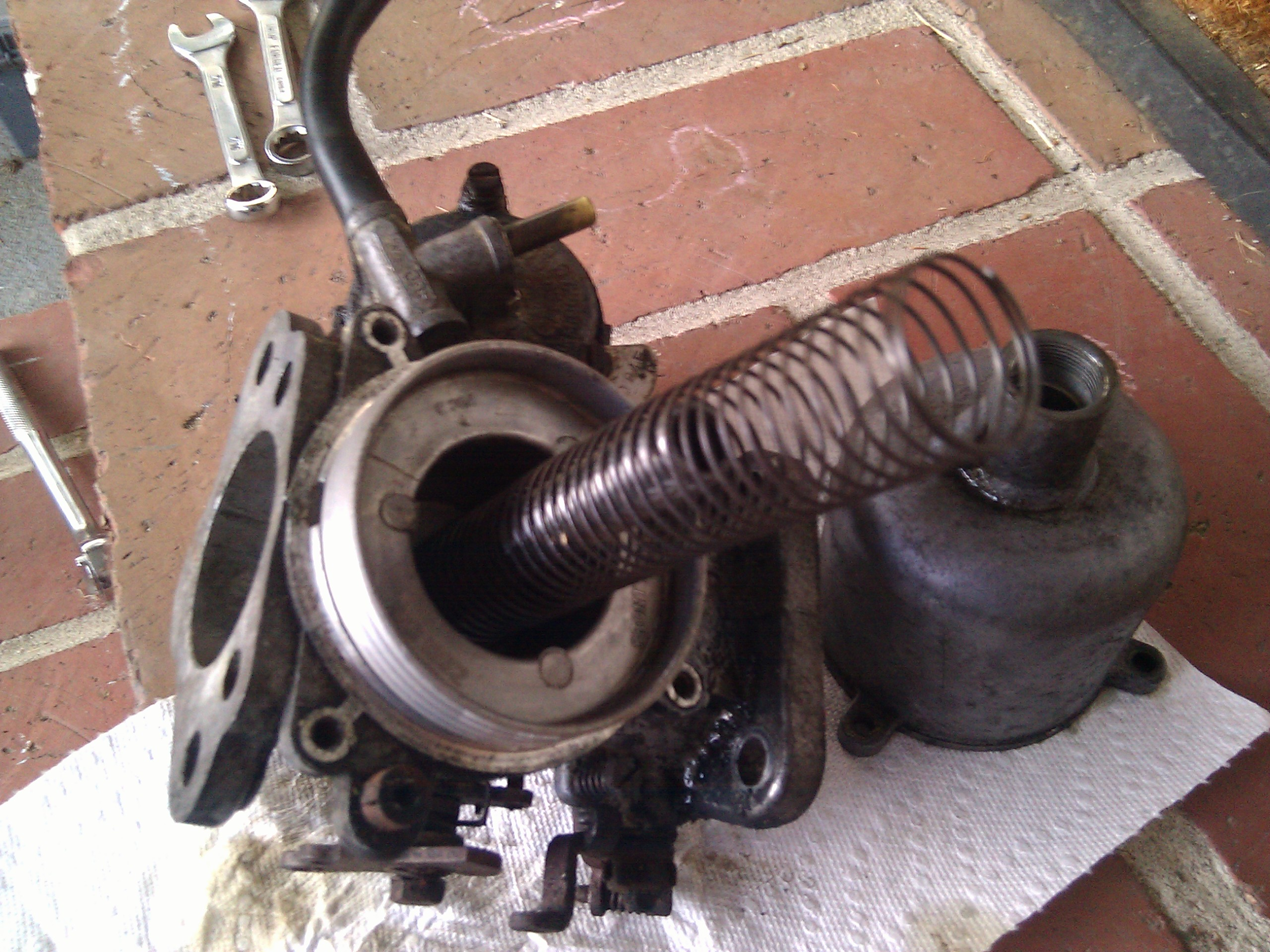
HS6 sin amortiguador

Los carburadores SU tenían un venturi variable controlado por un pistón. Este pistón tiene una varilla dosificadora cónica (generalmente denominada "aguja") que encaja dentro de un orificio ("chorro") que admite combustible en la corriente de aire que pasa a través del carburador. Dado que la aguja es cónica, a medida que sube y baja, abre y cierra la abertura del chorro, regulando el paso de gasolina, por lo que el movimiento del pistón controla la cantidad de combustible entregado, dependiendo de la demanda del motor. Las dimensiones exactas del cono se adaptan durante el desarrollo del motor.
El flujo de aire a través del venturi crea un presión estática reducida. Esta caída de presión se comunica al lado superior del pistón a través de un paso de aire, mientras que la parte inferior del pistón está en contacto con la presión atmosférica. La diferencia de presión entre los dos lados del pistón hace que este se levante. Oponiéndose a este movimiento están el peso del pistón y la fuerza de un resorte que es comprimido por el pistón cuando sube. Debido a que el resorte está operando en una parte muy pequeña de su posible rango de extensión, su fuerza es aproximadamente constante.
En condiciones de estado estacionario, las fuerzas hacia arriba y hacia abajo sobre el pistón son iguales y opuestas, y el pistón no se mueve.
Si aumenta el flujo de aire en el motor, cuando se abre la placa del acelerador (generalmente denominada "mariposa") o permitiendo que las revoluciones del motor aumenten con la placa del acelerador en un ajuste constante, la caída de presión en el venturi aumenta, la presión sobre el pistón cae, y el pistón se empuja hacia arriba, aumentando el tamaño del venturi, hasta que la caída de presión en el venturi vuelve a su nivel nominal. De manera similar, si se reduce el flujo de aire en el motor, el pistón caerá. El resultado es que la caída de presión en el venturi permanece igual, independientemente de la velocidad del flujo de aire, de ahí el nombre de "depresión constante" para los carburadores que operan según este principio. El pistón sube y baja según la velocidad del suministro de aire.
Dado que la posición del pistón controla la posición de la aguja en el chorro y, por lo tanto, el área abierta del mismo, mientras que la depresión en el venturi que succiona el combustible del chorro permanece constante, la tasa de suministro de combustible es siempre una función definida de la tasa de entrada de aire. La naturaleza precisa de la función está determinada por el perfil de la aguja. Con la selección adecuada de la aguja, el suministro de combustible se puede ajustar mucho más a las demandas del motor de lo que es posible con el carburador venturi fijo más común, un dispositivo intrínsecamente inexacto cuyo diseño debe incorporar muchos ajustes de diseño complejos para obtener una precisión utilizable de abastecimiento de combustible. Las condiciones bien controladas en las que funciona el chorro también permiten obtener una atomización buena y constante del combustible en todas las condiciones de funcionamiento.
Esta naturaleza autoajustable hace que la selección del diámetro máximo del venturi (coloquialmente, pero de manera imprecisa, denominado "tamaño del estrangulador") sea mucho menos crítica que con un carburador venturi fijo.
Para evitar movimientos erráticos y repentinos del pistón, se amortigua con aceite ligero (grado 20W) en un amortiguador, que requiere un reabastecimiento periódico. La amortiguación es asimétrica, y resiste con mayor intensidad el movimiento hacia arriba del pistón. Esto sirve como el equivalente de una "bomba de aceleración" en los carburadores tradicionales, al aumentar temporalmente la velocidad del aire a través del venturi cuando el acelerador se abre repentinamente, aumentando así la riqueza de la mezcla.
Los carburadores SU no tienen una aleta de estrangulamiento convencional, que en un carburador de chorro fijo enriquece la mezcla para arrancar el motor en frío restringiendo el suministro de aire aguas arriba del venturi. En cambio, un mecanismo baja el conjunto del chorro, lo que tiene el mismo efecto que el aumento de la aguja en el funcionamiento normal, es decir, aumenta el suministro de combustible para que el carburador ahora entregue una mezcla enriquecida en todas las velocidades del motor y posiciones del acelerador. El mecanismo de 'estrangulamiento' en un carburador SU generalmente también incorpora un sistema para mantener la placa del acelerador ligeramente abierta, con el fin de aumentar la velocidad del ralentí del motor y evitar que se ahogue a bajas velocidades debido a una mezcla demasiado rica.
La belleza del SU radica en su simplicidad, ausencia de chorros múltiples y facilidad de ajuste. El ajuste se logra alterando la posición inicial del chorro en relación con la aguja con un tornillo de precisión (26TPI para la mayoría de las versiones pre-HIF). A primera vista, el principio parece tener una similitud con el del carburador deslizante, que se utilizaba anteriormente en muchas motocicletas. El carburador deslizante tiene el mismo pistón y aguja principal que un carburador SU, pero la posición del pistón/aguja se activa directamente mediante una conexión física al cable del acelerador en lugar de indirectamente mediante el flujo de aire por el venturi como en un carburador SU. Esta diferencia de actuación del pistón es la distinción significativa entre un carburador deslizante y un carburador SU. El pistón en un carburador deslizante está controlado por las demandas del operador en lugar de las demandas del motor. Esto significa que la medición del combustible puede ser inexacta a menos que el vehículo viaje a una velocidad constante con un ajuste de aceleración constante, condiciones que rara vez se encuentran excepto en las autopistas. Esta inexactitud da como resultado un desperdicio de combustible, particularmente porque el carburador debe ajustarse ligeramente para evitar una condición pobre (que puede causar daños al motor). Por esta razón, los fabricantes de motocicletas japoneses dejaron de instalar carburadores deslizantes y los sustituyeron por carburadores de depresión constante, que son esencialmente SU en miniatura. También es posible (de hecho, fácil), adaptar un carburador SU a una motocicleta fabricada originalmente con un carburador deslizante, y obtener un economía de combustible mejorada y un comportamiento a baja velocidad más manejable.
Una de las desventajas del carburador de depresión constante se encuentra en las aplicaciones de alto rendimiento. Dado que se basa en restringir el flujo de aire para producir enriquecimiento durante la aceleración, la respuesta del acelerador carece de fuerza. Por el contrario, el diseño con un estrangulador fijo agrega combustible adicional en estas condiciones utilizando su bomba de aceleración.

## Tipos de carburador SU

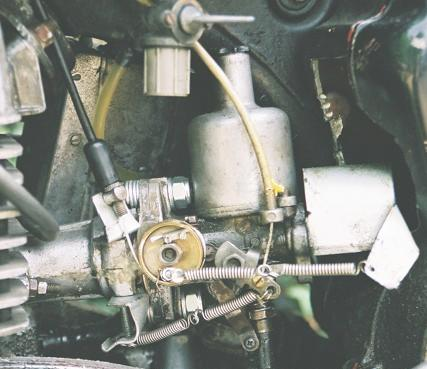
Un SU instalado en un MZ en lugar del carburador deslizante BVF original

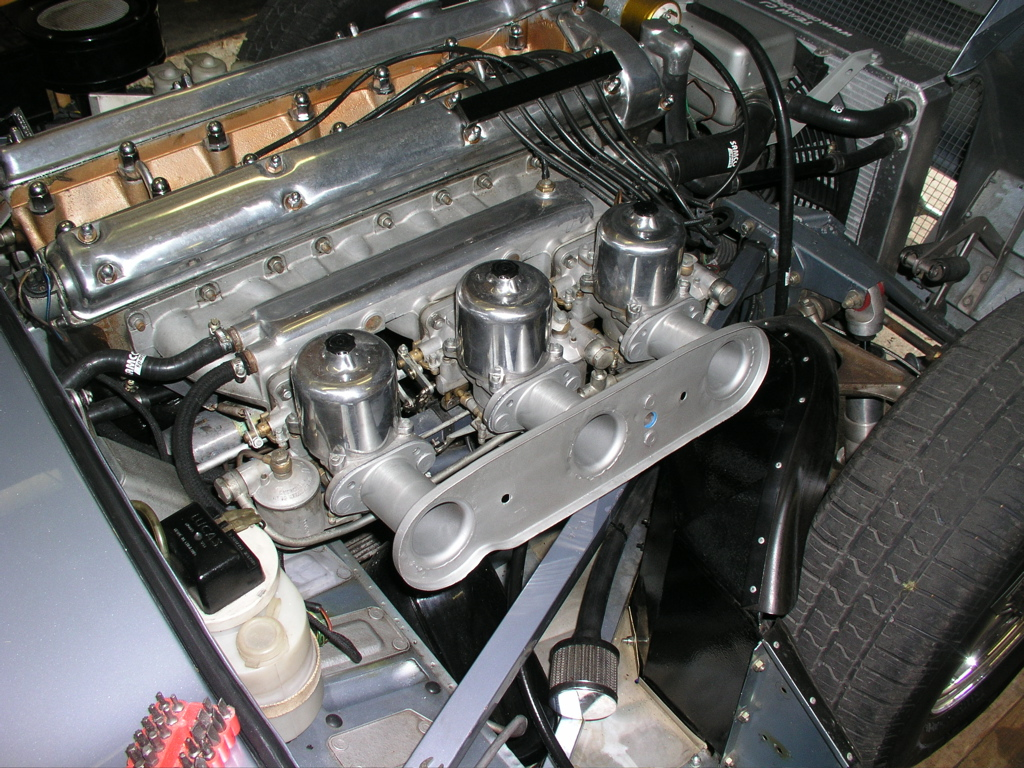
Tres carburadores SU HD8 de 2 pulgadas instalados en un Jaguar Tipo E

Los carburadores SU se suministraron en varios tamaños de garganta, tanto en medidas imperiales (pulgadas) como métricas (milímetros).
La identificación del carburador se realiza mediante un prefijo de letra que indica el tipo de flotador:
"H": introducido en 1937, en el que el cuenco del flotador tiene un brazo fundido en su base, que se monta en la parte inferior del carburador con un perno hueco o racor tipo banjo. El combustible pasa a través del brazo hacia el cuerpo del carburador. El perno se fija al cuerpo del carburador justo detrás del conjunto del surtidor principal.
"HD": introducido en 1954, con el cuenco del flotador montada con su brazo sujetado directamente debajo y concéntrico con el chorro principal. El brazo tiene una brida que se sujeta con 4 tornillos a la parte inferior del carburador y se sella con un diafragma de goma integral con el chorro principal.
"HS": introducido en 1958, el recipiente del flotador puede montarse rígida o flexiblemente en el cuerpo principal. El combustible se transfiere mediante un tubo flexible externo al chorro, que se mueve hacia abajo para enriquecer la mezcla para el arranque en frío, cuando se tira del mando del 'estrangulador'.
"HIF": introducido en 1972, con el cuenco del flotador horizontal e integral (de ahí el nombre de Horizontal Integral Float). Un ejemplo se puede ver en el MGB de 1972-1974.
Los tipos "HV" (1929), "OM" y "KIF" también existen, pero se emplearon con menos frecuencia.
Los tamaños imperiales incluyen 1-1/8", 1-1/4", 1-1/2", 1-3/4", 1-7/8" y 2", aunque no todos los tipos (H, HD, HS, HIF) se ofrecieron en todos los tamaños.
También había modelos H fabricados en 2-1/4" y 2-1/2", ahora obsoletos. Los carburadores especialmente diseñados (Norman) se hicieron tan grandes como de 3".
Para determinar el tamaño de la garganta a partir del número de tipo:
- Si el número final (después de una, dos o tres letras, comenzando con H) tiene 1 dígito, multiplicar este número por 1/8", luego agregar 1". Por ejemplo, si el número de tipo es HS6, el número final es 6: 6/8 = 3/4", agregar 1, y el total es 1-3/4".

- Si el número final tiene 2 dígitos, es el tamaño de la garganta en mm. Por ejemplo, si el número de tipo es HIF38, el número final es 38, entonces el tamaño es 38 mm.

## Bombas de combustible SU
En 1929, SU introdujo la bomba de combustible eléctrica Petrolift que podría instalarse como sustituto de las bombas de vacío comunes en ese momento. Este diseño a su vez fue reemplazado en 1932 por la bomba de combustible tipo L, que usaba un solenoide para operar una bomba de diafragma.

## Fuente principal
- Este artículo utiliza contenido de PESWiki, una fuente con licencia según los términos de la Licencia de documentación libre GNU que se importó a Wikipedia antes de noviembre de 2008 y, por lo tanto, tiene una licencia válida para su uso en Wikipedia. Deben seguirse todos los términos relevantes. El artículo original estaba en "PowerPedia: Carburetor"